# Tanacetum pulchellum
Tanacetum pulchellum (пижмо гарне) — вид рослин з роду пижмо (Tanacetum) й родини айстрових (Asteraceae). Етимологія: лат. pulchellus — «гарний».

## Опис
Напівкущик 20–40 см. Прикореневі листки перисторозсічені, сегменти цілісні, 1 мм завширшки, 6–15 пар. Квіткові голови поодинокі, язички довжиною до 16 мм, білі.

## Середовище проживання
Поширений у Сибіру й Монголії.